# Square Richard-Gardebled
Le square Richard-Gardebled est un espace vert de Rosny-sous-Bois. 

## Situation et accès
Le square Richard-Gardebled est situé entre la rue Claude-Pernès et la rue du Général-Leclerc, à l'angle de l'avenue Lech-Walesa.

## Origine du nom
Il est nommé en hommage à Richard Gardebled, bienfaiteur de la commune. Il a aussi laissé son nom à la rue Richard-Gardebled, toute proche.

## Historique

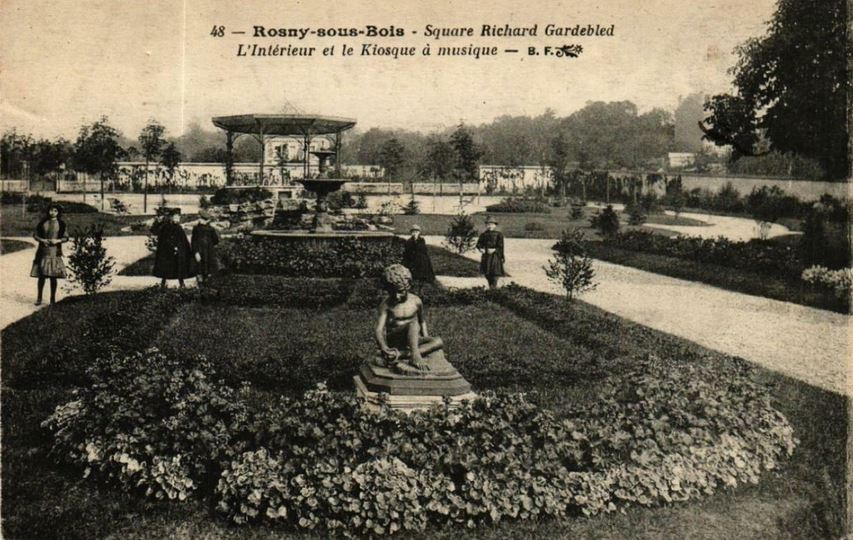
Kiosque et statue.

Le square est construit en 1913 sur un terrain légué par Eugène Richard et son épouse Adèle Gardebled. Sur ce terrain fut aussi édifié l'hôtel de ville.
Le 20 août 1944, lors des combats de la Libération, cinq jeunes gens qui se trouvaient à une fête foraine tenue dans le square, y furent abattus par des Waffen-SS de passage.
Une plaque commémorative a été édifiée dans l'ancien cimetière de Rosny-Sous-Bois, à la mémoire de Léon Ferbach, Roger Petitville, Raymond Catenacci, Maurice Ravarotto et Albert Collinet. Une rue de la ville du Perreux-sur-Marne porte désormais le nom d'Albert Collinet.

## Équipement

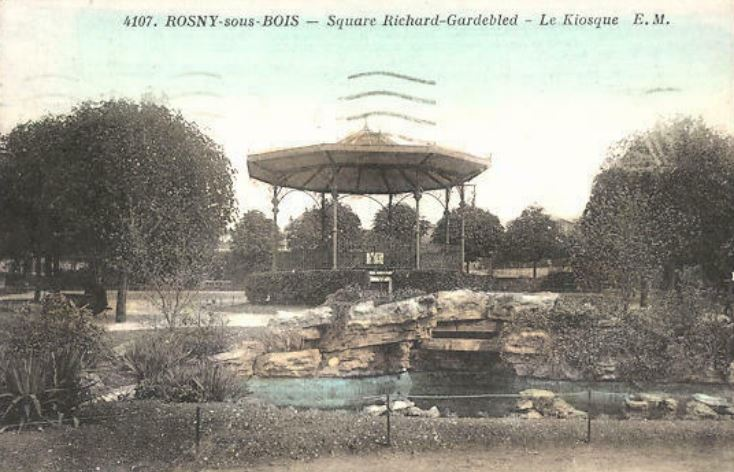
Kiosque à musique du square Richard-Gardebled, vers 1900.

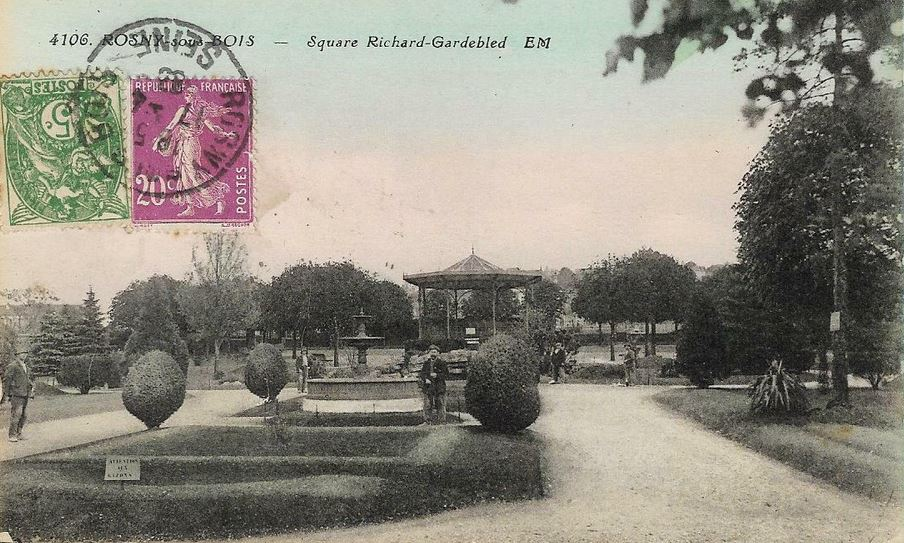
La fontaine au premier plan vient de la place de l'Église-Sainte-Geneviève.

Le square était autrefois décoré d'une statue de bronze, représentant un enfant, et qui fut fondue pendant la Seconde Guerre Mondiale. Il s'y trouvait de plus un kiosque à musique, aujourd'hui disparu.
Le square était également orné d'une œuvre intitulée le Pardon, fondue à la même époque.
Un monument érigé en 1927 évoque la mémoire de monsieur et madame Richard Gardebled, bienfaiteurs de la commune,.
La statue de béton Le Cep, créée vers 1930 par Raymond Couvègnes et qui rappelle le passé viticole de la ville, est toujours présente.